# Iasmos
Iasmos (in greco Ίασμος?, In turco: Yassıköy) è un comune della Grecia situato nella periferia della Macedonia orientale e Tracia (unità periferica di Rodopi) con 12.247 abitanti secondo i dati del censimento 2021.
A seguito della riforma amministrativa detta Programma Callicrate in vigore dal gennaio 2011 che ha abolito le prefetture e accorpato numerosi comuni, la superficie del comune è ora di 485 km² e la popolazione è passata da 6.614 a 14.851 abitanti